# Kaj Tiel Plu
Kaj Tiel Plu (1986-) és un grup de músics especialitzat a versionar música popular catalana, occitana, sefardí i d'altres orígens i divulgar-la fora dels Països Catalans traduïda a la llengua auxiliar internacional esperanto. El seu nom significa en esperanto "i així més" o "etcètera". Els seus àlbums contenen cançons occitanes, sefardites, judeo-catalanes, tradicionals catalanes, d'arreu del món, i fins i tot de la Guerra Civil espanyola. El grup va debutar el 1986 a Castelfranco Veneto al Fòrum Internacional Juvenil Esperantista com a duo format per Pep Tordera i Xevi Rodon. Posteriorment, el grup esdevingué tercet i més tard quartet amb les incorporacions de Josep Maria Milla i Carles Vela. En aquesta primera època el grup va anar fent concerts amb diferents noms (Kordoj, Kataluna kvaropo, Kaj Tiel Plu). El 1989 va editar el cançoner Fajreroj (1r cançoner català en esperanto). Amb ocasió del 83è Congrés Universal d'Esperanto a Montpeller el 1998, el grup es va rellançar amb la incorporació de nous components, com el violinista Ferriol Macip. Des de llavors han editat tres àlbums amb la discogràfica Vinilkosmo de Floréal Martorell i han ofert actuacions regulars per a diferents públics.

## Discografia
- Fajreroj (Espurnes) (1989)
- Sojle de la klara temp (A l'entrada del temps clar) (2000), Vinilkosmo
- Plaĉas al mi (Tant m'abelís) (2004), Vinilkosmo[6]
- Surplacen venu vi (Sus la plaça venetz)] (2009), Vinilkosmo